# ウエストひかり
- ひかり (列車) > ウエストひかり
- 新幹線0系電車 > ウエストひかり

ウエストひかりは、西日本旅客鉄道（JR西日本）が1988年から2000年まで山陽新幹線で運行していた「ひかり」の一種の車両・列車愛称。

## 導入の背景
山陽新幹線が1987年（昭和62年）4月1日に日本国有鉄道（国鉄）からJR西日本に継承された時点での山陽新幹線の列車は、「こだま」と、臨時列車や東京駅発着が不可能な早朝深夜の「ひかり」を除いては、基本的に東海道新幹線の16両編成「ひかり」の末端を延長したもののみだった。その中には新大阪駅 - 博多駅間が各駅停車で、途中で速達タイプの「ひかり」に抜かれる「ひかり」もあった。
東海道新幹線に比べ、旅客需要の小さい山陽新幹線を運営するJR西日本は、最も売り上げの見込まれる京阪神 - 北九州市・福岡市間において両地点とも比較的空港へのアクセスが良いことから航空会社との競合が激しかった。それに対抗すべく、JR西日本は保有する0系を改良して「ウエストひかり」としてデビューさせた。

## 車両・編成

### 塗装

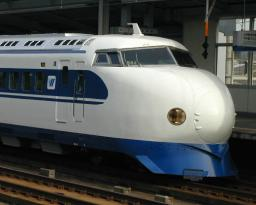
先頭車両

従来の0系と異なり、100系に似せた子持ちライン入りのカラーリングとなった。当初、地色は0系オリジナルのアイボリーホワイトだったが、1990年10月から順次100系と同じパールホワイトに変更された。客用乗降ドアの横には「ウエストひかり」を表す、Wの文字をかたどったマーキングが貼り付けられた。

### 車両設備・内装
国鉄分割民営化の際、100系はすべて東海旅客鉄道（JR東海）に継承されたため、0系の中から、状態の良い車両に延命工事と内装の更新を行った車両を「ウエストひかり」用として使用した。
当初この運用に当っていた編成は従来のこだま6両R編成と区別された6両WR編成（R50番台）と命名された編成4本で、1988年3月13日のダイヤ改正から航空機が運航されていない早朝・深夜帯の4往復の「ウエストひかり」運用に充当された。運行開始前の1987年12月10日に新大阪駅で展示され、同月15日からは暫定的に「こだま」で運用されていた。
WR編成は普通車のみで、座席を2列+2列の横4列シートを採用した。「ウエストひかり」は好評のため、1988年5月の大型連休時にはグリーン車2両を増結した8両編成で運行した。続いて夏を前にしてグリーン車込みの12両編成の組成に入った。シネマカーは従来の「ひかり」運用のSK編成 (SK19, SK25) だったが、1988年夏に「ウエストひかり」に格上げとなった。運行上では「ウエストひかり」12両編成はSK編成と呼称されていたが、ビュフェ車・グリーン車を組み込んだ編成はWK編成、ビュフェ車・グリーン車に加えてシネマカーを組み込んだ編成はWKV編成と呼称されることもあった。
1999年11月からは、一部車両で車内放送などを原則省略した「サイレントカー」を試験導入した。これは、後の「ひかりレールスター」で本格的に導入された。

#### 座席
普通車は、座席を2列+2列の横4列シートに交換した。奇数車両と偶数車両で座席モケットの色を変更した回転可能のものに交換した。車体は1000・2000番台を改造した5000・7000番台で座席の前後間隔（シートピッチ）を980mmに統一した。一部の編成では、外側の肘掛けを大型化してテーブルを内蔵していた物もあった。
12両編成（SK編成）化以降はグリーン車とシネマカー（WKV編成のみ）が連結された。シネマカーには大窓の0番台を改造した3000番台が、グリーン車には従来と同じく1000・2000番台の車体が使用された。グリーン車の座席は100系G・V編成と同等のものが使用された。

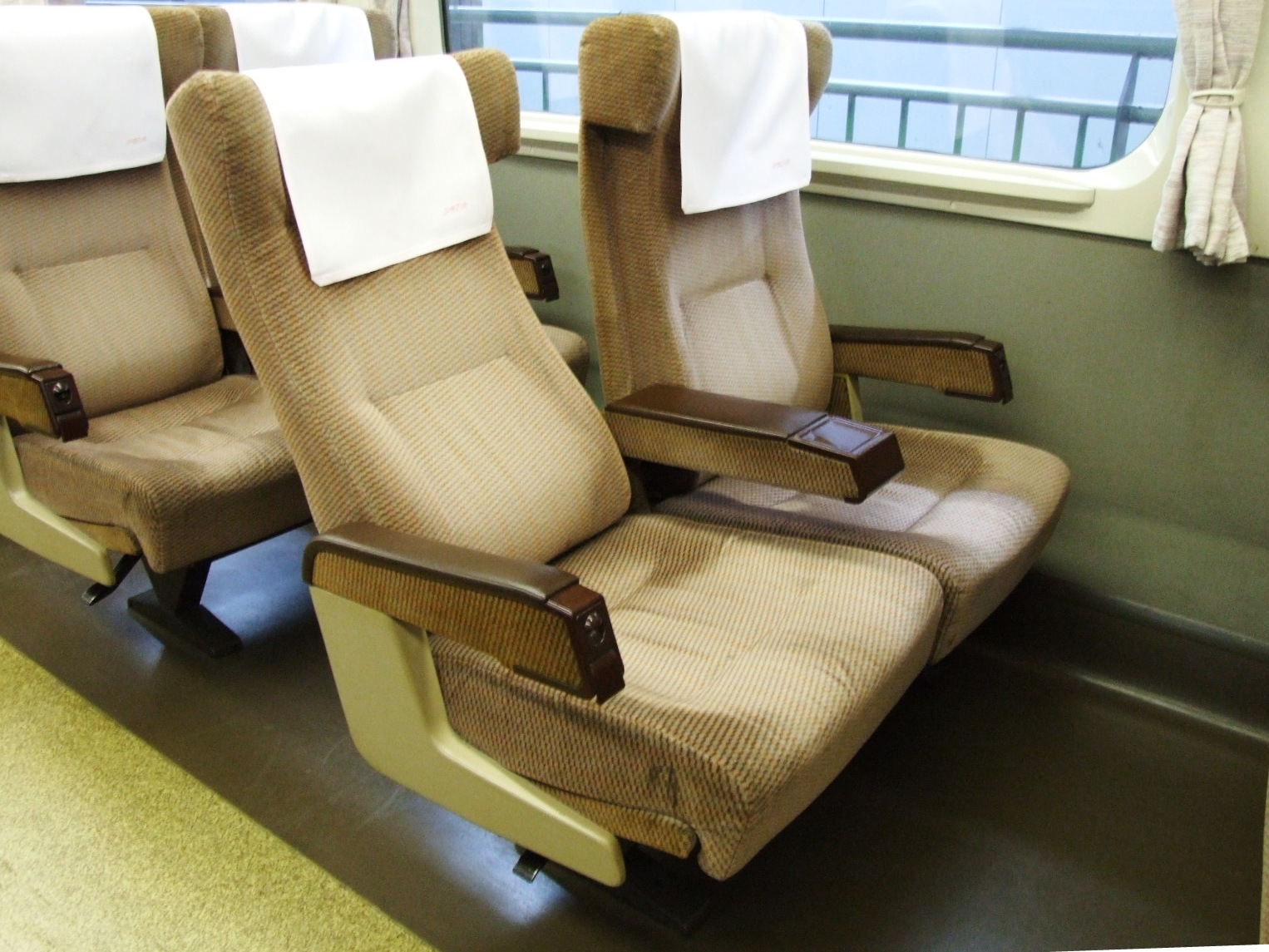
普通車奇数号車座席
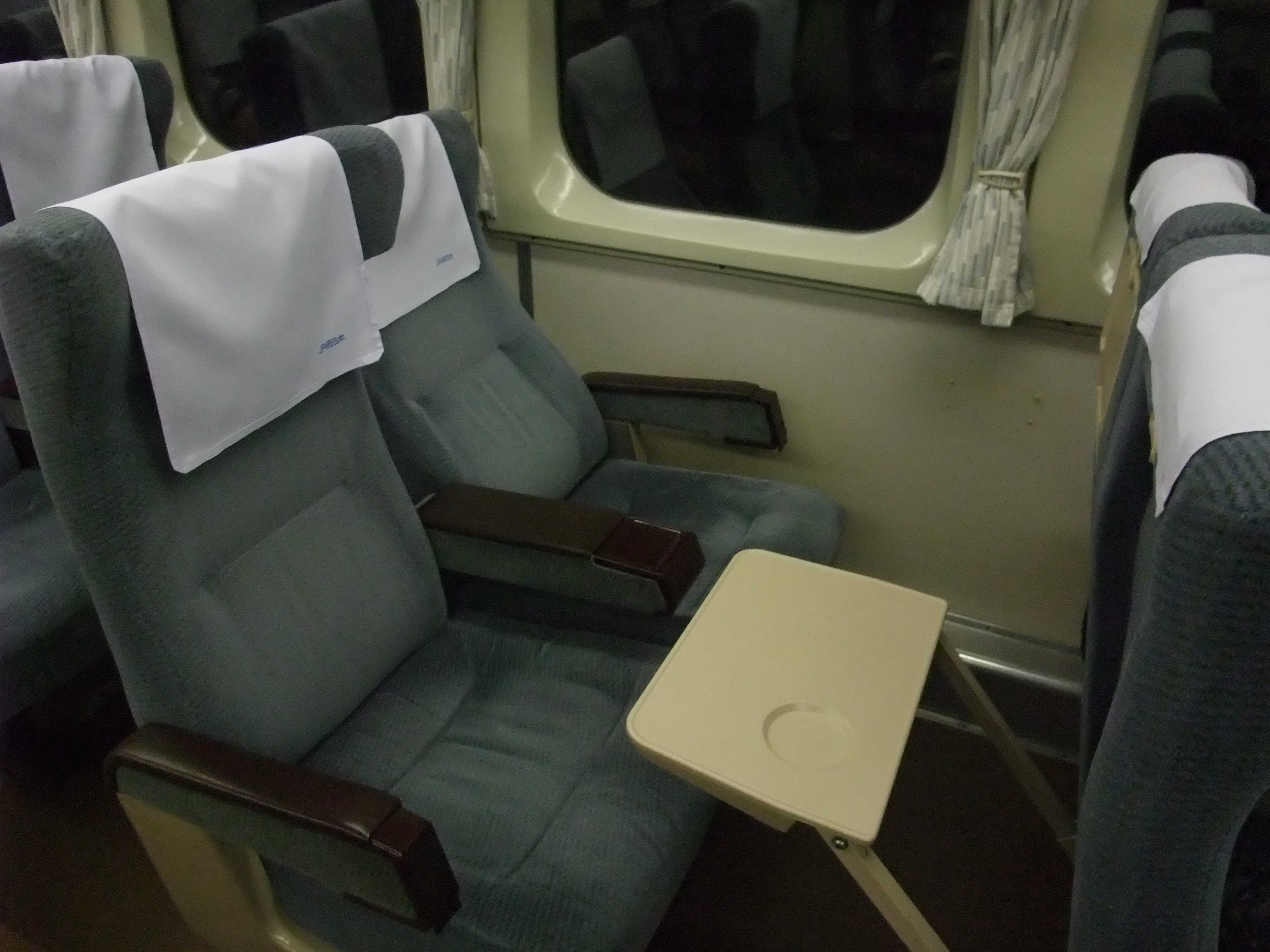
普通車偶数号車座席

#### カフエウエスト

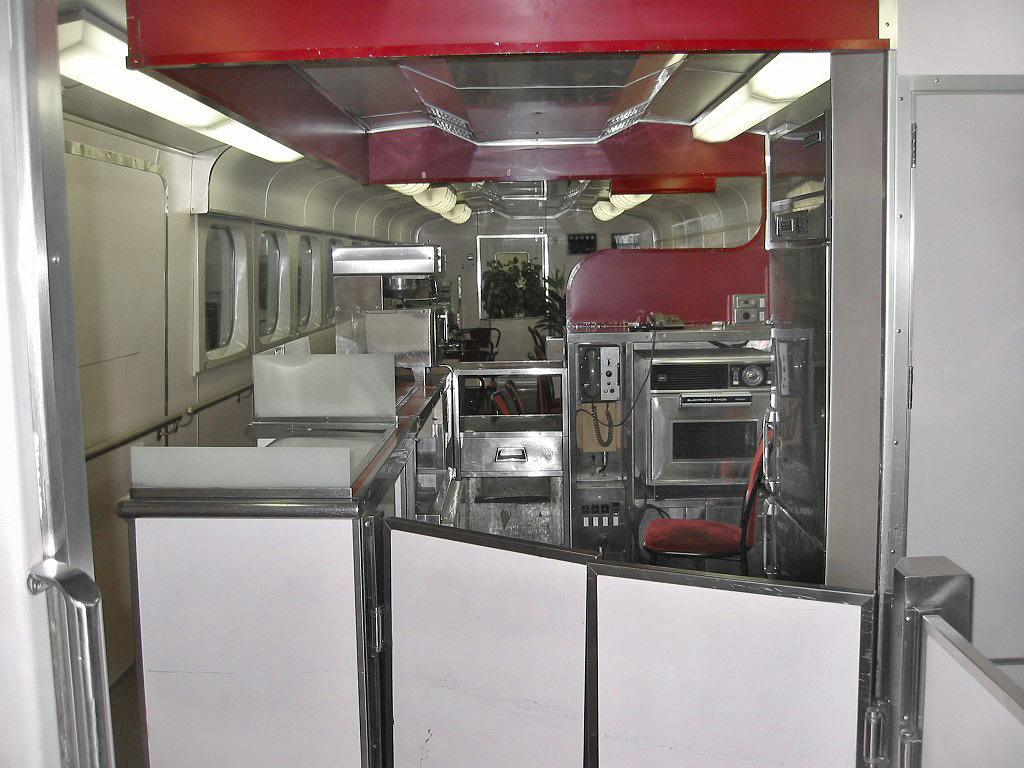
カフエウエスト（SK25編成 37-7301）

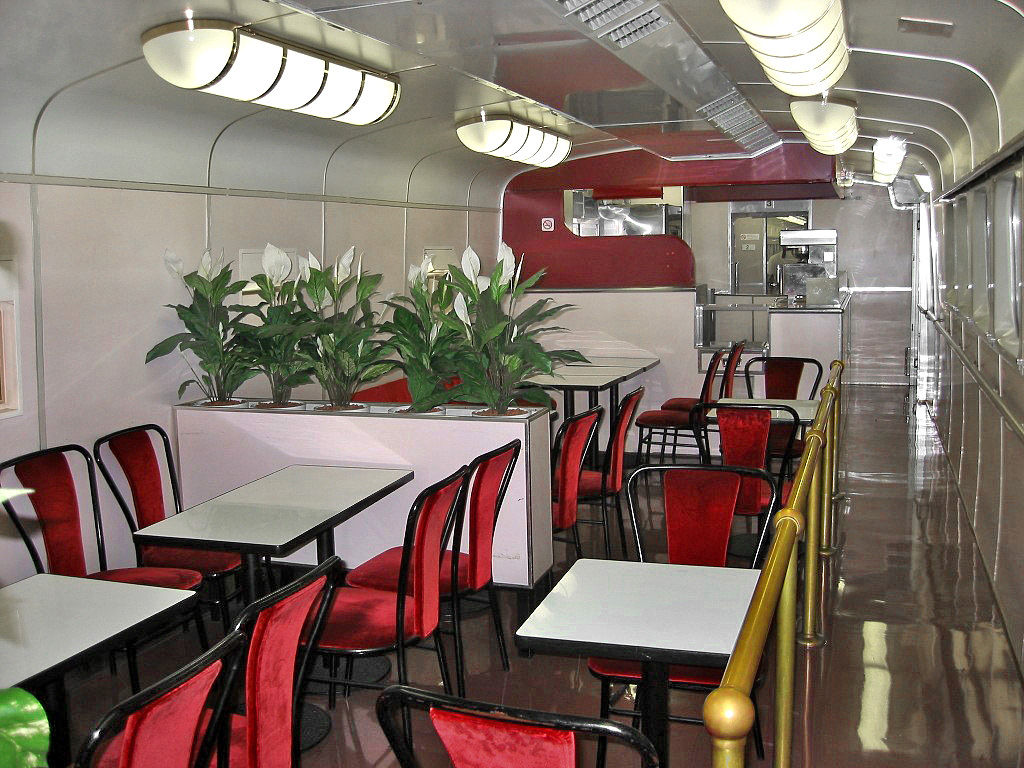
カフエウエスト（SK25編成 37-7301）

「ウエストひかり」化に伴い、ビュフェ室を改造し椅子とテーブルを設置するなどの工事を施し、「カフエウエスト」の名の食堂車として営業された。車両番号も5000, 7000番台から5300, 7300番台に改番された。1編成ごとに内装の色や椅子の形状が違っていた（SK5 (37-5302) は紺色、SK10 (37-7302) は黄色、SK17 (37-7303) はオレンジ色、SK19 (37-5301) は緑色、SK25 (37-7301) は赤色、SK46 (37-5303) は青色）。
ビュフェにはJR系外の業者として丸玉給食が参入し、食事として主にカレーライスが提供されていた。

#### シネマカー
シネマカーは、定員38名の映写室とコンセントを備えたビジネスルーム3室、そして客室で構成された。
1988年に、山陽新幹線区間で主に「ひかり」に使用されるSK編成5本のうち、SK17・SK19編成の2本に組み込まれ、同年4月1日から「ひかりビデオカー」として営業運転に使用された。1989年までに、WR編成の車両と組み合わせることによって「ウエストひかり」用に改造された。
「映画館をイメージした本格的なビデオ室」をコンセプトに、客室部分を壁で仕切り、ビデオルームは食堂車と同じように窓側に通路を設けた。遮光カーテンを取り付け、50インチスクリーンに専用プロジェクター、スピーカーを使用した本格的なものであった。「新幹線名画劇場」と銘打って映画が上映され、上映中は極力車内放送を控えて緊急放送のみとし、電光掲示板にて情報を流すようにした。
設置当初は整理券600円（1988年6月以降は500円）を徴収していたが、1989年12月以降は無料となり、「シネマカー」と改名した。しかし乗車時間などの関係などから人気は振るわず1994年3月いっぱいで上映を中止、普通車に置き換えられた。これにより、同年12月以降の「ウエストひかり」はWK編成6本のみとなった。無料化後は、車内が暗いことから、車内で寝るという目的で使う者までいたという。

#### R23編成と連結運転
R51編成だけは6両編成のまま残された。これは、R23編成（6号車の22-3901、1号車の21-3901とともに唯一の大窓グリーン車の先頭車化車両）との連結器（連結器強化改造済み）を唯一備えていたからである。
R23編成と連結した12両での運転は、1988年12月28日から1989年1月9日に「ひかり」51・56号で初めて実施され、以後、夏冬の多客時に実施された。R51編成が指定席、R23編成が自由席とされた。
|          | ← 博多新大阪 → |              |              |              |              |              |   |              |              |              |              |              |              |
| 号車     | 1              | 2            | 3            | 4            | 5            | 6            | + | 7            | 8            | 9            | 10           | 11           | 12           |
| 編成     | R23編成        | R23編成      | R23編成      | R23編成      | R23編成      | R23編成      |   | R51編成      | R51編成      | R51編成      | R51編成      | R51編成      | R51編成      |
| 形式     | 21形 (Mc)      | 26形 (M')    | 25形 (M)     | 26形 (M')    | 25形 (M)     | 22形 (M'c)   | + | 21形 (Mc)    | 26形 (M')    | 37形 (MB)    | 26形 (M')    | 25形 (M)     | 22形 (M'c)   |
| 車両番号 | 3901           | 852          | 433          | 513          | 835          | 3901         |   | 7001         | 7201         | 7001         | 7001         | 7001         | 7001         |
| 座席     | 普通車自由席   | 普通車自由席 | 普通車自由席 | 普通車自由席 | 普通車自由席 | 普通車自由席 |   | 普通車指定席 | 普通車指定席 | 普通車指定席 | 普通車指定席 | 普通車指定席 | 普通車指定席 |
| 定員     | 69             | 110          | 85           | 100          | 100          | 74           |   | 56           | 84           | 28           | 76           | 76           | 60           |

このR51は上記のシネマカー→普通車置き換え時期に「ウエストひかり」から撤退し、内装を改造と車番の復帰（7000番台 → 2000番台）を行ったうえでR2編成として「こだま」運用についた。
新幹線同士を併結しての営業運転はこれが初であったが、運行システム上の都合により1991年以降は運転されていない。その後山形新幹線の開業により定期列車における新幹線同士の併結運転が開始され、今日ではJR東日本の新幹線系統では日常の光景となったが、東海道山陽系列ではこれが唯一である。

### 編成
| 0系 WR編成（6両編成）                                                                                                |    |   |    |    |    |    |
| ← 博多新大阪 → |    |   |    |    |    |    |
| \| 1 \| 2 \| 3 \| 3 \| 4 \| 5 \| 6 \| \| \| \| \| \| \| \| \| \| 自 \| 自 \| B \| 指 \| 指 \| 指 \| 指 \|            |    |   |    |    |    |    |
| - 全席普通車 - 3号車にはビュフェが連結されていた。 凡例 - B=ビュフェ車 - 指=普通車指定席 - 自=普通車自由席 - =禁煙席 |    |   |    |    |    |    |
| 1 | 2  | 3 | 3  | 4  | 5  | 6  |
| |    |   |    |    |    |    |
| 自 | 自 | B | 指 | 指 | 指 | 指 |

| 1  | 2  | 3 | 3  | 4  | 5  | 6  |
|    |    |   |    |    |    |    |
| 自 | 自 | B | 指 | 指 | 指 | 指 |

| 1  | 2  | 3  | 4  | 5 | 5  | 6  | 7  | 8 | 9  | 10 | 11 | 12 |
|    |    |    |    |   |    |    |    |   |    |    |    |    |
| 自 | 自 | 自 | 自 | B | 自 | 自 | 自 | G | 指 | 指 | 指 | 指 |

| 1  | 2  | 3  | 4  | 5 | 5  | 6  | 7 | 7  | 8 | 9  | 10 | 11 | 12 |
|    |    |    |    |   |    |    |   |    |   |    |    |    |    |
| 自 | 自 | 自 | 自 | B | 自 | 自 | V | 自 | G | 指 | 指 | 指 | 指 |

| 1  | 2  | 3  | 4  | 5 | 5  | 6  | 7  | 8 | 9  | 10 | 11 | 12 |
|    |    |    |    |   |    |    |    |   |    |    |    |    |
| 自 | 自 | 自 | 自 | B | 自 | 自 | 自 | G | 指 | 指 | 指 | 指 |

| 1  | 2  | 3  | 4  | 5 | 5  | 6  | 7 | 7  | 8 | 9  | 10 | 11 | 12 |
|    |    |    |    |   |    |    |   |    |   |    |    |    |    |
| 自 | 自 | 自 | 自 | B | 自 | 自 | V | 自 | G | 指 | 指 | 指 | 指 |

#### 編成数の推移
| 年-月   | WR編成 | SK編成 | 編成番号                               | 備考                                                                                          |
| ------- | ------ | ------ | -------------------------------------- | --------------------------------------------------------------------------------------------- |
| 1988-4  | 4      |        | R51 - R54                              | R15, R2, R3, R1編成がR51 - R54編成の主体                                                      |
| 1988-10 | 3      | 2      | R51, R52, R54, SK19, SK25              | SK19編成とR53編成を組み合わせてウエストひかり化、新SK19編成となる。SK25編成をウエストひかり化 |
| 1989-4  | 3      | 3      | R51, R52, R54, SK5, SK19, SK25         | SK5編成をウエストひかり化                                                                     |
| 1990-4  | 1      | 6      | R51, SK5, SK10, SK17, SK19, SK25, SK46 | R52編成を12両化してSK10編成に、R54編成を12両化してSK46編成に変更。SK17編成をウエストひかり化  |
| 1994-10 |        | 6      | SK5, SK10, SK17, SK19, SK25, SK46      | SK19, SK25編成はWK編成化、R51編成の運用離脱                                                   |
| 2000-4  |        | 3      | SK5, SK10, SK25                        | SK17, SK19, SK46編成は編成解除                                                                |
| 2001-4  |        |        |                                        | SK5, SK10, SK25編成は編成解除                                                                 |

### 番号の新旧対照
グリーン車については改番されなかった。
21-2007/2016/2017/2015/2011 → 21-7001 - 7005
21-1046 → 21-5001
22-2007/2016/2017/2015/2011 → 22-7001 - 7005
22-1046 → 22-5001
25-2012/2028/2032/2033/2039/2001/2048/2041/2040/2005/2002/2036/2019/2020 → 25-7001 - 7014
25-2705/7001 → 25-7301/7302
25-2706/2903 → 25-7901/7902
27-13/3 → 25-3901/3902 → 25-3903/3904
25-1095/1066/1034 → 25-5001 - 5003
25-1206 → 25-5201
25-1099/1094 → 25-5301/5302
25-1401 → 25-5401
26-2014/2029/2030/2031/2211/2240/2035/2001/2002/2021/2022 → 26-7001 - 7011
26-7005/7006/2202/2201/2238/2206/2231/2218/2208/2212/2217 → 26-7201 - 7211
26-1264/1312/1091/1092/1094 → 26-5001 - 5005
26-5001/5002/1265 - 26-5201 - 5203
37-2513/2532 → 37-7001/7002
37-1503/1523 → 37-5001/5002
37-5001/1516/5002 → 37-5301 - 5303
37-2528/7002/2517 → 37-7301 - 7303
R51編成は運用離脱後、シネマカーの廃止でSk19編成に組み込まれた5号車の25-7001（25-7302に改造）以外の5両（上記の旧車号が太字）は車内を従来仕様に復元され、1995年5月11日付で元番号に復帰した。

## 停車駅と所要時間
- 速達タイプ（途中3もしくは4駅停車） 新大阪駅 - 博多駅：2時間59分
  - 新大阪駅 - （新神戸駅*） - 岡山駅 - 広島駅 - 小倉駅 - 博多駅
*1991年3月16日以降全列車新神戸駅に停車。新大阪 - 博多間は最短で3時間3分となった。
- その他（途中5駅以上停車） 括弧内の駅は停車頻度が少ない駅
  - 新大阪駅 - 新神戸駅 - 姫路駅 - 岡山駅 - （福山駅） - 広島駅 - 小郡駅 - （新下関駅） - 小倉駅 - 博多駅

## 運用
山陽新幹線内で完結する、すべての定期「ひかり」および、臨時扱いだが毎日運転する「ひかり」として運転された。12両編成で運転される「ひかり」であったため、16両編成で運転される他の「ひかり」と容易に区別することができた。

### 1988年3月13日
ひかり51・56号はR23・R51編成連結の12両編成で運転する日がある。
- 下り
  - ひかり51号　新大阪06:00 → 博多09:03
  - ひかり53号　新大阪07:00 → 博多09:59
  - ひかり55号　新大阪09:30 → 博多12:39
  - ひかり57号　新大阪19:40 → 博多22:43

- 上り
  - ひかり50号　博多06:00 → 新大阪09:08
  - ひかり52号　博多10:00 → 新大阪13:07
  - ひかり54号　博多19:30 → 新大阪22:29
  - ひかり56号　博多20:30 → 新大阪23:33

4月1日からはビデオカーを組み込んだ12両SK編成を使用した「ひかり」も2往復で運転を開始した。後に「ウエストひかり」用に改造された。

### 1989年3月11日
12両編成で運転される列車の登場。12両編成で運転される列車の一部にシネマカーが組み込まれた。
- 下り
  - ひかり51号　新大阪06:00 → 博多09:03
  - ひかり53号　新大阪07:00 → 博多09:59
  - ひかり55号　新大阪07:45 → 博多10:44（12両で運転）
  - ひかり57号　新大阪09:30 → 博多12:39（12両で運転）
  - ひかり195号　新大阪16:14 → 博多19:42
  - ひかり59号　新大阪18:26 → 博多21:35（12両で運転）
  - ひかり61号　新大阪19:46 → 博多22:49

- 上り
  - ひかり50号　博多06:00 → 新大阪09:08（12両で運転）
  - ひかり52号　博多09:10 → 新大阪12:09
  - ひかり190号　博多10:19 → 新大阪14:18
  - ひかり182号　博多11:51 → 新大阪15:18（12両で運転）
  - ひかり194号　博多17:49 → 新大阪21:19（12両で運転）
  - ひかり54号　博多19:30 → 新大阪22:29
  - ひかり56号　博多20:30 → 新大阪23:33

### 1990年3月10日
1日9往復運転に増加。
- 下り
  - ひかり131号　新大阪06:00 → 博多09:03
  - ひかり133号　新大阪07:00 → 博多09:59（12両で運転）
  - ひかり135号　新大阪07:45 → 博多10:44（12両で運転）
  - ひかり137号　新大阪09:30 → 博多12:39（12両で運転）
  - ひかり139号　新大阪10:34 → 博多13:37（12両で運転）
  - ひかり141号　新大阪16:19 → 博多19:41（12両で運転）
  - ひかり143号　新大阪17:26 → 博多20:29（12両で運転）
  - ひかり145号　新大阪18:26 → 博多21:34（12両で運転）
  - ひかり147号　新大阪19:26 → 博多22:29（12両で運転）

- 上り
  - ひかり130号　博多06:08 → 新大阪09:08（12両で運転）
  - ひかり132号　博多07:05 → 新大阪10:12（12両で運転）
  - ひかり134号　博多09:10 → 新大阪12:09（12両で運転）
  - ひかり136号　博多10:50 → 新大阪14:18（12両で運転）
  - ひかり138号　博多11:50 → 新大阪15:18（12両で運転）
  - ひかり140号　博多13:58 → 新大阪17:06（12両で運転）
  - ひかり142号　博多17:50 → 新大阪21:18（12両で運転）
  - ひかり144号　博多19:45 → 新大阪22:44
  - ひかり146号　博多20:30 → 新大阪23:33（12両で運転）

### 1992年3月14日
1日10往復運転に増加。全列車が新神戸駅に停車する。
- 下り
  - ひかり131号　新大阪06:00 → 博多09:03
  - ひかり133号　新大阪06:30 → 博多09:47（12両で運転）
  - ひかり135号　新大阪07:45 → 博多10:48（12両で運転）
  - ひかり137号　新大阪09:27 → 博多12:35（12両で運転）
  - ひかり139号　新大阪10:27 → 博多13:30（12両で運転）
  - ひかり141号　新大阪14:26 → 博多17:30（12両で運転）
  - ひかり143号　新大阪16:27 → 博多19:50（12両で運転）
  - ひかり145号　新大阪17:26 → 博多20:32（12両で運転）
  - ひかり147号　新大阪18:26 → 博多21:35（12両で運転）
  - ひかり149号　新大阪19:26 → 博多22:29（12両で運転）

- 上り
  - ひかり130号　博多06:05 → 新大阪09:11（12両で運転）
  - ひかり132号　博多07:08 → 新大阪10:11（12両で運転）
  - ひかり134号　博多08:52 → 新大阪12:14（12両で運転）
  - ひかり136号　博多11:08 → 新大阪14:11（12両で運転）
  - ひかり138号　博多11:58 → 新大阪15:19（12両で運転）
  - ひかり140号　博多13:08 → 新大阪16:11（12両で運転）
  - ひかり142号　博多14:08 → 新大阪17:11（12両で運転）
  - ひかり144号　博多18:00 → 新大阪21:23（12両で運転）
  - ひかり146号　博多19:45 → 新大阪22:48
  - ひかり148号　博多20:30 → 新大阪23:33（12両で運転）

### 1997年11月29日
「ひかり350号」は普通車全席自由席である。また、「ひかり352号」「ひかり357号」は6・7号車を通年指定席とする。
- 下り
  - ひかり351号　新大阪06:05 → 博多09:26
  - ひかり357号　新大阪09:31 → 博多13:06
  - ひかり359号　新大阪10:43 → 広島12:29
  - ひかり377号　新大阪12:31 → 博多15:52（臨時）
  - ひかり361号　新大阪12:43 → 広島14:29
  - ひかり363号　新大阪14:41 → 広島16:29
  - ひかり365号　新大阪18:43 → 博多21:56
  - ひかり389号　新大阪19:13 → 博多22:54（臨時）
  - ひかり367号　新大阪20:09 → 広島22:02

- 上り
  - ひかり350号　広島06:32 → 新大阪08:24
  - ひかり352号　博多07:23 → 新大阪10:36
  - ひかり542号　博多08:35 → 新大阪12:05（臨時）
  - ひかり354号　博多09:23 → 新大阪12:36
  - ひかり356号　博多13:28 → 新大阪16:36
  - ひかり380号　博多15:20 → 新大阪18:48（臨時）
  - ひかり358号　広島16:49 → 新大阪18:36
  - ひかり360号　広島17:48 → 新大阪19:48
  - ひかり362号　広島18:38 → 新大阪20:34

### 1999年3月13日
- 下り
  - ひかり351号　新大阪06:05 → 博多09:31
  - ひかり359号　新大阪09:31 → 博多13:05
  - ひかり361号　新大阪10:43 → 広島12:29
  - ひかり379号　新大阪12:31 → 博多15:53（臨時）
  - ひかり363号　新大阪12:43 → 広島14:29
  - ひかり365号　新大阪14:41 → 広島16:29
  - ひかり553号　新大阪15:14 → 博多18:41（臨時）
  - ひかり367号　新大阪18:43 → 博多21:55
  - ひかり369号　新大阪20:09 → 広島22:02

- 上り
  - ひかり350号　広島06:32 → 新大阪08:24
  - ひかり352号　博多07:11 → 新大阪10:38
  - ひかり354号　博多09:23 → 新大阪12:38
  - ひかり374号　博多10:03 → 新大阪13:23（臨時）
  - ひかり376号　博多13:06 → 新大阪16:48（臨時）
  - ひかり356号　博多13:27 → 新大阪16:38
  - ひかり358号　広島16:49 → 新大阪18:38
  - ひかり360号　広島17:48 → 新大阪19:48
  - ひかり362号　広島18:42 → 新大阪20:34

## 沿革
- 1988年（昭和63年）3月13日：1日4往復で運用開始。6両WR編成4本[3]。
  - 4月1日：1日2往復でシネマカーの運転を開始[3]。
- 1989年（平成元年）3月11日：1日7往復に増発。うち3往復はシネマカー、グリーン車つき12両WKV編成[3]。
- 1990年（平成2年）3月10日： 1日9往復に増発。12両WK編成4本、12両WKV編成2本、6両WR編成1本[3]。
- 1991年（平成3年）3月16日：1日10往復に増発。全列車新神戸に停車[3]。
- 1994年（平成6年）12月3日：シネマカー→普通車化とR51のR2への改番により12両WK編成6本のみとなる[13]。
- 1996年（平成8年）3月16日：新大阪駅 - 博多駅間の7往復のうち4往復を新大阪駅 - 広島駅間に短縮。
- 2000年（平成12年）3月11日：700系「ひかりレールスター」の運用開始に伴い、「ウエストひかり」1往復と「こだま」1往復のみの運用となる[13]。
  - 4月21日：「ウエストひかり」運用終了。

## 引退
老朽化した0系の代替及び「ウエストひかり」の更なるサービス向上のため、2000年3月11日のダイヤ改正から700系「ひかりレールスター」が登場した。2000年3月改正時点では700系E編成12本中3本が揃っていなかったため、一部の列車が残されていた（ビュッフェは改正時に営業終了）が、所定の本数が揃った4月21日に全車運用を離脱し、12年の歴史に幕を閉じた。

## 運用終了後
「ウエストひかり」用のSK編成のうち4本は編成解除され、残った2本（SK5, SK25）はしばらく波動運用に使用されたが、残る2編成も2000年夏に編成を解除された。しかし、「ウエストひかり」として使用するために延命工事を施してあったために状態の良い車両が多かったことや、2+2シートといったように接客設備が優れていたため、「こだま」用6両WR編成（R60番台）に組み替えられた。このWR編成にはグリーン車が連結されなかったため、この編成解除をもって0系のグリーン車と定期「ひかり」運用が消滅した。普通車の座席は100系P1 - P5編成にも転用されている。
「ウエストひかり」のロゴは6両WR編成組み換え後も残っていたが、フレッシュグリーンへの塗色変更の際に撤去された。
当初、R61 - R66編成の3号車は「ウエストひかり」のビュッフェ車をそのまま連結（ただし、ビュッフェの営業は休止し、フリースペースとして機能）していたが、定員数の増加のために後に車販準備室・バリアフリー設備設置の普通中間車（保留車だった25形2900番台残存車を7900番台に改造）に置き換えられた。しかし、それの数が限られていたことから、R62, R65編成の2編成にはビュッフェ車が連結されたままとなった。R65編成は2006年4月6日に、R62編成は2008年3月14日に運用を離脱した。R62編成に連結されていた37-7302は新幹線最後のビュッフェ車だった。この時に組成されたWR編成は2008年の0系営業運転終了まで在籍した。